# Saison 15 de Bob l'éponge
 (mars 2025).
Si vous disposez d'ouvrages ou d'articles de référence ou si vous connaissez des sites web de qualité traitant du thème abordé ici, merci de compléter l'article en donnant les références utiles à sa vérifiabilité et en les liant à la section « Notes et références ».
Chronologie
Saison 14 Saison 16
Cet article présente les épisodes de la quinzième saison de la série télévisée d'animation américaine Bob l'éponge diffusé depuis le 24 juillet 2024 sur  
Nickelodeon.
En France, la quinzième saison est diffusée depuis le 21 novembre 2024 sur Nickelodeon France.

## Production

### Développement
Le 11 septembre 2024, il a été révélé que la seconde moitié de la saison 14 était divisée en une quinzième saison.

### Diffusion
- États-Unis : Depuis le 24 juillet 2024 sur Nickelodeon.
- France : Depuis le 21 novembre 2024 sur Nickelodeon.

## Épisodes
| № | #   | Titre français / Titre original                            | Réalisation                 | Scénario         | Première diffusion | Première diffusion | Audiences |
| --- | --- | ---------------------------------------------------------- | --------------------------- | ---------------- | ------------------ | ------------------ | --------- |
| 307a | 1a  | Sammy Langaspi Sammy Suckerfish                            | Dan Becker                  | Mr. Lawrence     | 24 juillet 2024    | 21 novembre 2024   | TBA       |
| Un poisson magique enseigne à Bob une technique pour tout nettoyer impeccablement. - Invité : Richard Ayoade : Sammy Suckerfish                                |     |                                                            |                             |                  |                    |                    |           |
| 307b | 1b  | Bob super-chef Big League Bob                              | Fred Osmond                 | Kaz              | 25 juillet 2024    | 21 novembre 2024   | TBD       |
| Bob est recruté pour cuisiner en première division et passe des épreuves afin d'être sélectionné.                                                              |     |                                                            |                             |                  |                    |                    |           |
| 308a | 2a  | Carlophonie UpWard                                         | Kurt Snyder                 | Andrew Goodman   | 3 décembre 2024    | 25 novembre 2024   | TBD       |
| Devenue mécène, madame Upturn présente les " talents " musicaux de Carlo à ses amis moindains                                                                  |     |                                                            |                             |                  |                    |                    |           |
| 308b | 2b  | Rencontre du Carlo-Type Unidentified Flailing Octopus      | Zeus Cervas                 | Mr. Lawrence     | 5 décembre 2024    | 25 novembre 2024   | TBD       |
| Carlo cherche à prouver que les extraterrestres n'existent pas.. jusqu'au jour où il en rencontre.                                                             |     |                                                            |                             |                  |                    |                    |           |
| 309a | 3a  | Bob la malchance Bad Luck Bob                              | Dan Becker                  | Luke Brookshier  | 9 décembre 2024    | 25 novembre 2024   | TBD       |
| Bob connaît une série d'événements malchanceux après la perte soudaine de sa cravate porte-bonheur.                                                            |     |                                                            |                             |                  |                    |                    |           |
| 309b | 3b  | Le marchand de sable The Sandman Cometh                    | Brian Morante & Fred Osmond | Danny Giovannini | 11 décembre 2024   | 25 novembre 2024   | TBD       |
| Patrick n'arrive pas à s'endormir et demande l'aide du marchand de sable.                                                                                      |     |                                                            |                             |                  |                    |                    |           |
| 310a | 4a  | La folie des biscuits Biscuit Ballyhoo                     | Kurt Snyder                 | Andrew Goodman   | 13 décembre 2024   | 27 janvier 2025    | TBD       |
| Les Louveteaux scientifiques doivent rendre plus de biscuits que M. Krabs pour pouvoir voyager jusqu'à Mars.                                                   |     |                                                            |                             |                  |                    |                    |           |
| 310b | 4b  | La bataille des bateaux-écoles Student Driver Survivor     | Zeus Cervas                 | Kaz              | 17 décembre 2024   | 28 janvier 2025    | TBD       |
| Le bateau-école de Mme Puff est menacé par la concurrence et son sort dépend de Bob.                                                                           |     |                                                            |                             |                  |                    |                    |           |
| 311a | 5a  | Carlo prend du Galon Wiener Takes All                      | Dan Becker                  | Danny Giovannini | 19 décembre 2024   | 29 janvier 2025    | TBD       |
| Fatigué du travail au Crabe Croustillant, Carlo accepte un nouvel emploi en tant que directeur de Weenie Hut Jr's .                                            |     |                                                            |                             |                  |                    |                    |           |
| 311b | 5b  | Coincé dans l'ascenseur Stuck in an Elevator               | Fred Osmond                 | Mr. Lawrence     | 24 décembre 2024   | 30 janvier 2025    | TBD       |
| Lorsque Carlo se retrouve coincé dans un ascenseur avec Bob et Patrick, il tente de s'échapper à temps pour rendre un livre de bibliothèque presque en retard. |     |                                                            |                             |                  |                    |                    |           |
| 312a | 6a  | Témoin sous protection Squidness Protection                | Kurt Snyder                 | Luke Brookshier  | 14 février 2025    | 3 février 2025     | TBD       |
| La nouvelle vie incroyable de Carlo dans le cadre de la protection des témoins est menacée après que Bob et Patrick ont découvert où il se trouve.             |     |                                                            |                             |                  |                    |                    |           |
| 312b | 6b  | Une seule bulle vous manque Dome Alone                     | Zeus Cervas                 | Andrew Goodman   | 14 février 2025    | 3 février 2025     | TBD       |
| Coincée dans son dôme, Sandy soupçonne Plankton de faire du mal et recrute Patrick pour enquêter.                                                              |     |                                                            |                             |                  |                    |                    |           |
| 313a | 7a  | Gary se méfie Wary Gary                                    | Dan Becker                  | Danny Giovannini | 21 février 2025    | 5 février 2025     | TBD       |
| Bob fait tout son possible pour inciter Gary à aller chez le vétérinaire.                                                                                      |     |                                                            |                             |                  |                    |                    |           |
| 313b | 7b  | SOS coincé Pinned                                          | Fred Osmond                 | Mike Bell        | 21 février 2025    | 5 février 2025     | TBD       |
| Bob devient désespéré lorsqu'il se retrouve accidentellement coincé sous son équipement d'exercice et doit attendre l'arrivée d'aide.                          |     |                                                            |                             |                  |                    |                    |           |
| 314a | 8a  | Festival de farces Jeffy T's Prankwell Emporium            | Kurt Snyder                 | Danny Giovannini | 28 février 2025    | 14 mai 2025        | TBD       |
| Le père farceur de Carlo lui rend visite et apporte avec lui toutes sortes de farces (au grand dam de Carlo).                                                  |     |                                                            |                             |                  |                    |                    |           |
| 314b | 8b  | Des papilles en panne A teste of Plankton                  | Zeus Cervas                 | Luke Brookshier  | 28 février 2025    | 14 mai 2025        | TBD       |
| Plankton tente de goûter à la formule secrète en s'attachant à la langue de Bob l'éponge.                                                                      |     |                                                            |                             |                  |                    |                    |           |
| 315a | 9a  | Alerte info, robot ! Smartificial Intelligence             | Dan Becker                  | Andrew Goodman   | 7 mars 2025        | 16 mai 2025        | TBD       |
| Perch se bat pour son travail après avoir été renvoyé et remplacé par un présentateur robot.                                                                   |     |                                                            |                             |                  |                    |                    |           |
| 315b | 9b  | Apprenti Pompier Firehouse Bob                             | Fred Osmond                 | Kaz              | 7 mars 2025        | 16 mai 2025        | TBD       |
| Bob, Patrick et Carlo ressentent la chaleur lorsqu'ils deviennent pompiers volontaires.                                                                        |     |                                                            |                             |                  |                    |                    |           |
| 316a | 10a | Plankton pour bébés Pablum Plankton                        | TBA                         | TBA              | À venir            | À venir            | TBD       |
| Plankton remporte un concours du bébé le plus mignon et devient le visage d'une marque d'aliments pour bébés.                                                  |     |                                                            |                             |                  |                    |                    |           |
| 316b | 10b | Bob la muse MuseBob ModelPants                             | TBA                         | TBA              | À venir            | À venir            | TBD       |
| Lorsque le portrait unique de Bob réalisé par Carlo prend d'assaut le monde de l'art, il n'a d'autre choix que d'en produire davantage.                        |     |                                                            |                             |                  |                    |                    |           |
| 317a | 11a | Livraison de tous les dangers Delivery of DOOM!            | TBA                         | TBA              | À venir            | À venir            | TBD       |
| Bob est mis au défi par le MAL d'effectuer une livraison dans leur repaire secret en 10 minutes ou moins.                                                      |     |                                                            |                             |                  |                    |                    |           |
| 317b | 11b | titre français inconnu The Play's Not the Thing            | TBA                         | TBA              | À venir            | À venir            | TBD       |
| Carlo et Plankton s'unissent pour créer leur propre pièce de théâtre... et Bob est choisi pour jouer le rôle du méchant !                                      |     |                                                            |                             |                  |                    |                    |           |
| 318a | 12a | Le bateau d'anniversaire My Father, the Boat               | TBA                         | TBA              | À venir            | À venir            | TBD       |
| Lorsque Krabs se retrouve coincé à l'intérieur du nouveau bateau de Pearl , il doit prétendre être son moteur pour éviter d'être attrapé.                      |     |                                                            |                             |                  |                    |                    |           |
| 318b | 12b | Titre français inconnu A Fish Called Sandy                 | TBA                         | TBA              | À venir            | À venir            | TBD       |
| Sandy décide de se donner enfin des branchies pour pouvoir vraiment découvrir Bikini Bottom, mais elles ont un étrange effet secondaire.                       |     |                                                            |                             |                  |                    |                    |           |
| 319a | 13a | Titre français inconnu Captain Quasar: The Next Generation | TBA                         | TBA              | À venir            | À venir            | TBD       |
| Bob l'éponge et Squidina tentent de créer leur propre fan club de Captain Quasar après avoir été expulsés par Boule de Gras.                                   |     |                                                            |                             |                  |                    |                    |           |
| 319b | 13b | Titre français inconnu Port of Brawl                       | TBA                         | TBA              | À venir            | À venir            | TBD       |
| Monsieur Krabs et Plankton doivent apprendre à s'entendre après avoir fait naufrage sur une île.                                                               |     |                                                            |                             |                  |                    |                    |           |